# Dynastor faenius
Dynastor faenius är en fjärilsart som beskrevs av Hans Fruhstorfer 1912. Dynastor faenius ingår i släktet Dynastor och familjen praktfjärilar. Inga underarter finns listade i Catalogue of Life.